# Gabriel Rukavina
Gabriel Rukavina, né le 16 janvier 2004 à Zagreb en Croatie, est un footballeur croate qui évolue au poste d'ailier gauche au HNK Rijeka.

## Biographie

### En club
Né à Zagreb en Croatie, Gabriel Rukavina est formé par le Dinamo Zagreb. Considéré comme l'un des grands espoirs du club, Rukavina est approché par le RB Leipzig lors de l'été 2022, mais le joueur reste finalement au Dinamo.
Il joue son premier match en première division, le 19 février 2023 contre le NK Varaždin. Il entre en jeu et son équipe s'impose par trois buts à un.
Il devient Champion de Croatie en 2023, le club étant sacré pour la 24e fois de son histoire.

### En sélection
Gabriel Rukavina représente l'équipe de Croatie des moins de 17 ans, pour un total de quatre matchs joués et un but marqué. Ce seul but est inscrit dès sa première apparition, contre la Norvège le 6 février 2020. Il contribue ainsi à la victoire des siens (2-1 score final).
Avec les moins de 18 ans Rukavina joue six matchs et marque un but entre 2021 et 2022. Il officie également à trois reprises comme capitaine.

## Vie privée
Gabriel Rukavina est le fils de Tomislav Rukavina, ancien footballeur international croate. Il est depuis sa jeunesse fan du FC Barcelone.

## Palmarès
Dinamo Zagreb
- Championnat de Croatie (1) :
  - Champion : 2023.